# Swietłana Dieszewych
Swietłana Dieszewych (ros. Светлана Дешевых; ur. 30 listopada 1970 w Irkucku) – kazachska biegaczka narciarska. Była uczestniczką Mistrzostw Świata w Narciarstwie Klasycznym w Trondheim (1997) i Lahti (2001), a także Zimowych Igrzysk Olimpijskich w Nagano (1998) i Salt Lake City (2002).

## Osiągnięcia

### Igrzyska olimpijskie
| Miejsce | Dzień     | Rok  | Miejscowość    | Konkurencja                            | Czas biegu  | Strata       | Zwyciężczyni      |
| ------- | --------- | ---- | -------------- | -------------------------------------- | ----------- | ------------ | ----------------- |
| 20.     | 8 lutego  | 1998 | Hakuba         | 15 km stylem klasycznym                | 50:28,0 min | +3:32,6 min  | Olga Daniłowa     |
| 44.     | 10 lutego | 1998 | Hakuba         | 5 km stylem klasycznym                 | 19:25,3 min | +1:47,4 min  | Łarisa Łazutina   |
| 38.     | 12 lutego | 1998 | Hakuba         | 15 km bieg łączony                     | 49:57,2 min | +3:50,3 min  | Łarisa Łazutina   |
| 21.     | 20 lutego | 1998 | Hakuba         | 30 km stylem dowolnym (start masowy)   | 1:29:48,1 h | +7:46,6 min  | Julija Czepałowa  |
| 33.     | 12 lutego | 2002 | Soldier Hollow | 10 km stylem klasycznym                | 30:39,2 min | +2:33,6 min  | Bente Skari       |
| 43.     | 15 lutego | 2002 | Soldier Hollow | 10 km bieg łączony                     | 27:07,7 min | +1:57,8 min  | Beckie Scott      |
| 11.     | 21 lutego | 2002 | Soldier Hollow | Sztafeta 4 × 5 km                      | 51:52,2 min | +2:21,6 min  | Niemcy            |
| 37.     | 24 lutego | 2002 | Soldier Hollow | 30 km stylem klasycznym (start masowy) | 1:46:18,1 h | +15:21,0 min | Gabriella Paruzzi |

### Mistrzostwa świata
| Miejsce | Dzień     | Rok  | Miejscowość | Konkurencja             | Czas biegu  | Strata      | Zwyciężczyni      |
| ------- | --------- | ---- | ----------- | ----------------------- | ----------- | ----------- | ----------------- |
| 53.     | 21 lutego | 1997 | Trondheim   | 15 km stylem dowolnym   | 41:36,5 min | +5:08,3 min | Jelena Välbe      |
| 46.     | 23 lutego | 1997 | Trondheim   | 5 km stylem klasycznym  | 14:42,0 min | +1:09,3 min | Jelena Välbe      |
| 47.     | 24 lutego | 1997 | Trondheim   | 15 km bieg łączony      | 43:41,0 min | +4:27,5 min | Stefania Belmondo |
| 32.     | 1 marca   | 1997 | Trondheim   | 30 km stylem klasycznym | 1:31:28,2 h | +8:23,3 min | Jelena Välbe      |
| 21.     | 15 lutego | 2001 | Lahti       | 15 km stylem klasycznym | 48:01,9 min | +4:07,1 min | Bente Skari       |
| 28.     | 20 lutego | 2001 | Lahti       | 10 km stylem klasycznym | 29:32,1 min | +2:36,6 min | Bente Skari       |